# Matilde Marcolli
Matilde Marcolli (Como, 30 de novembro de 1969) é uma matemática italiana.

## Formação e carreira
Marcolli recebeu o diploma de física summa cum laude da Universidade de Milão em 1993, orientada por Renzo Piccinini, com o trabalho Classi di autoequivalenze di fibrati. Em 1994 obteve um mestrado em matemática pela Universidade de Chicago, onde obteve um doutorado em 1997, orientada por Melvin Gordon Rothenberg, com a tese Seiberg-Witten Theory on 3-Manifolds. Foi depois C.L.E. Moore instructor Instituto de Tecnologia de Massachusetts (MIT) até 2000. Em 2000 foi pesquisadora sênior do Instituto Max Planck de Matemática em Bonn. Desde 2001 é também professora associada da Universidade Estadual da Flórida em Tallahassee. Desde setembro de 2008 é professora do Instituto de Tecnologia da Califórnia (Caltech) e desde 2006 também professora honorária da Universidade de Bonn. É professora da Universidade de Toronto desde 2017, tendo trabalhado anteriormente no Instituto Perimeter de Física Teórica.
Em 2001 recebeu o Heinz-Maier-Leibnitz-Preis da Deutsche Forschungsgemeinschaft (DFG) e em 2002 o Prêmio Sofia Kovalevskaya da Fundação Alexander von Humboldt. Em 2008 foi palestrante plenária no 5º Congresso Europeu de Matemática em Amsterdã (Renormalization, Galois symmetries and motives) e foi palestrante convidada do Congresso Internacional de Matemáticos em Hyderabad (2010: Noncommutative geometry and arithmetic).

## Publicações
- Seiberg-Witten Gauge Theory. Hindustan Book Agency, New Delhi 1999.
- Matilde Marcolli, Yuri Manin: Continued fractions, modular symbols, and non-commutative geometry. 2001. Arxiv
- com Caterina Consani: Non-commutative geometry, dynamics, and ∞-adic Arakelov-Geometry. 2002. Arxiv
- Lectures on Arithmetic Noncommutative Geometry. Vanderbilt University, 2004 (também University Lectures Series, 2005). Arxiv
- Arithmetic noncommutative geometry. AMS, 2005.
- Matilde Marcolli, Alain Connes: A walk in the noncommutative garden. 2006. Arxiv
- Editora com Caterina Consani: Noncommutative geometry and Number Theory. Vieweg, 2006.
- Matilde Marcolli, Alain Connes: From Physics to Number Theory via Noncommutative Geometry. Part I: Quantum Statistical Mechanics of Q-lattices. In: Pierre Cartier et al.: Frontiers in Number Theory, Physics and Geometry. Volume 1. Springer Verlag, 2006 (Les Houches, 2004). Arxiv
- Modular curves, C*algebras and chaotic cosmology. In: Pierre Cartier et al. Frontiers in Number Theory, Physics and Geometry. Volume 2. Springer Verlag, 2007.
- com Alain Connes: Renormalization, the Riemann-Hilbert Correspondence and Motivic Galois-Theory. In: Pierre Cartier et al.: Frontiers in Number Theory, Physics and Geometry. Volume 2. Springer Verlag, 2007.
- com Masoud Khalkhali (Eds.): An invitation to Noncommutative geometry. World Scientific, 2008.
- com Alain Connes: Noncommutative geometry, quantum fields and motives. AMS Colloquium Publications, 2008.
- Feynman motives. World Scientific, 2009.
- Noncommutative Cosmology. World Scientific, 2017.